# Dieter Dekelver
Dieter Dekelver (* 17. August 1979 in Beringen) ist ein ehemaliger belgischer Fußballspieler. 

## Karriere
Dekelver begann seine Karriere im Alter von sieben Jahren beim heute nicht mehr existierenden Fußballverein Eendracht Gerhees Oostham und wechselte mit zwölf Jahren in die Jugendabteilung des SK Lommel, wo er unter anderem von 1997 bis 2002 in der Zweiten Liga spielte. Im Januar 2003 wechselte er zum KFC Strombeek, der im selben Jahr nach der Fusion mit dem RWD Molenbeek zum FC Brüssel wurde. Als der Verein 2004 in die Erste Liga aufstieg, verließ Dekelver das Team und wechselte zu Cercle Brügge. Dort war Dekelver erfolgreich und wurde zweimal Torschützenkönig seines Teams. Von Januar 2007 bis zum Sommer 2012 spielte Dekelver mit der Rückennummer 7 für den KVC Westerlo. Im Sommer 2012 wechselte er schließlich in die zweithöchste belgische Fußballspielklasse zu Lommel United. Dort beendete der Spieler auch ein Jahr später seine aktive Karriere. 